# Pedro Álvarez de Toledo y Leiva
Pedro Álvarez de Toledo y Leiva, primo marchese di Mancera (Madrid, 1585 circa – Madrid, 9 marzo 1654), è stato un generale, diplomatico ed amministratore coloniale spagnolo che fu viceré della Galizia e del Perù dal 18 dicembre 1639 al 20 settembre 1648.

## Biografia

### Gioventù
Servì l'esercito in Italia, raggiungendo il grado di tenente generale delle galee reali in Sicilia. In seguito fu per otto anni governatore e capitano generale della Galizia. Nel 1621 sposò María Luisa Salazar y Enríquez de Navarra, terza signora di El Mármol.

### Viceré del Perù
Fu nominato viceré del Perù nel 1639, all'età di 54 anni. Si trasferì in Perù col figlio, Antonio Sebastián (circa 1621-1715). Il figlio fu in seguito viceré della Nuova Spagna (1664-73).
Da viceré, Pedro de Toledo introdusse il papel sellado (letteralmente carta con sigillo). Ampliò le forze navali e fortificò i porti di Valdivia, Valparaíso, Arica e Callao. A Callao ordinò la costruzione di un muro lungo quattro chilometri, completato nel 1647. L'isola Mancera alla foce del fiume Valdivia prende da lui il nome.
Organizzò gruppi di discussione letteraria, le tertulias, una specie di salotto. In queste occasioni fu introdotto la mancerina, una salsiera in ceramica o argento con un posto in cui mette la jícara, o tazza di cioccolato. La produzione di mancerinas fu seguito fatta nelle città spagnole di Manises e Talavera de la Reina.
Alla fine del suo mandato di viceré, Álvarez de Toledo tornò in Spagna, a Madrid, dove morì nel 1654.